# Trugnatter
Die Einteilung der Lebewesen in Systematiken ist kontinuierlicher Gegenstand der Forschung. So existieren neben- und nacheinander verschiedene systematische Klassifikationen. 
Das hier behandelte Taxon ist durch neue Forschungen obsolet geworden oder ist aus anderen Gründen nicht Teil der in der deutschsprachigen Wikipedia dargestellten Systematik.

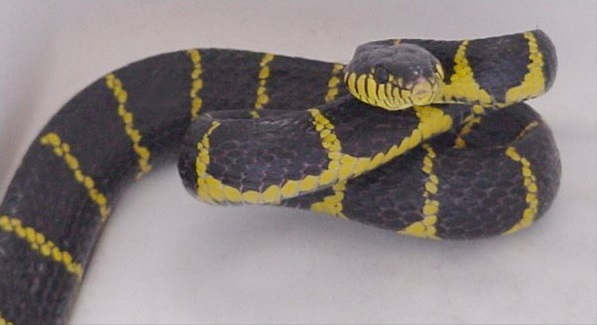
Mangroven-Nachtbaumnatter (Boiga dendrophila)

Als Trugnattern werden Schlangen aus der Familie der Nattern (Colubridae) bezeichnet, die über ein einzelnes Paar oder ein Doppelpaar von Giftzähnen im hinteren Bereich ihres Oberkiefers und einen funktionierenden Giftapparat verfügen. Von manchen Autoren werden sie als Unterfamilie „Boiginae“ beschrieben, neuere molekulare Untersuchungen weisen allerdings darauf hin, dass die Trugnattern nicht monophyletisch sind, also nicht von einem gemeinsamen Vorfahren abstammen und deshalb nicht als Taxon geführt werden sollten.

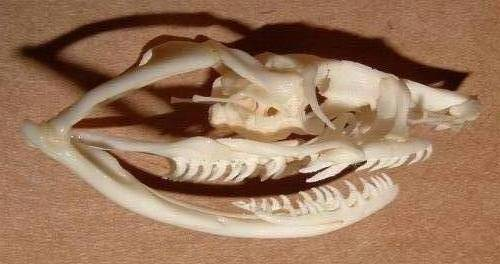
Schädel einer Westlichen Hakennasennatter mit opistoglyphen Giftzähnen

Mit Hilfe der Zähne werden Bisswunden erzeugt, durch die giftige Sekrete aus dem Speichel der Schlange in den Körper der Beute gelangen können. Bei dieser Art der Bezahnung spricht man von opistoglyphen Giftzähnen (von gr. opisto – hinten und gluphe – Furche). Diese Gifte sind meistens eher schwach und nur sehr wenige Arten verfügen über ein hinreichend potentes Gift, um größere Säugetiere wie den Menschen ernsthaft zu schädigen. Zudem treten die Giftzähne aufgrund ihrer Lage weit hinten im Maul meist nur dann in Aktion, wenn ein Beutetier relativ tief in den Rachen der Schlange gerät. Manche Arten kauen dabei das Gift regelrecht in die im Maul gehaltene Beute hinein.
Zu den als gefährlich eingeschätzten Trugnattern gehören die Boomslang, die Lianennatter und die Kap-Vogelnatter. Bei einer Vergiftung durch diese Arten treten vor allem starke innere Blutungen auf. Für Vogel- und Lianennatter existieren keine Antiseren.
Bekannte Trugnattern sind neben der Boomslang die Erdspitznatter, die Mangroven-Nachtbaumnatter und die Braune Nachtbaumnatter. Obwohl auch die Ringelnatter (Natrix natrix) über ein sehr schwaches Gift verfügt, ist sie auf Grund der fehlenden Giftzähne keine Trugnatter.